# Vařešinka
Vařešinka je potok, který je levostranným přítokem řeky Opavy. Hlavní pramen je jihovýchodně od vesnice Kozmice, obtéká Hlučínské jezero, protéká městem Hlučín. Významný zdroj vody Vařešinky je také její druhý pramen, který zahrnuje i Rothschildovy studny u Hlučína. Soutok Vařešinky a Opavy je u dřevěné lávky pod Vinnou horou. Do Vařešinky také ústí výpusť z Hlučínského jezera.